# Thanh mộng truyền kỳ 2
Thanh mộng truyền kỳ 2 (tiếng Trung: 聲夢傳奇2, tiếng Anh: STARS Academy 2) là chương trình thực tế tìm kiếm tài năng ca hát được sản xuất năm 2022 bởi TVB, là mùa 2 của series "Thanh mộng truyền kỳ" , cũng là một trong các chương trình tạp kỹ được giới thiệu tuyên truyền tại "TVB Sales Expo 2022", do tập đoàn Đại Gia Lạc và BYD Hong Kong liên hợp tài trợ. Vào thứ Bảy ngày 11/6/2022 bắt đầu phát sóng trên kênh TVB Jade.

## Giới thiệu
Chương trình là mùa 2 của "Thanh mộng truyền kỳ" năm 2021. Ngày 16/4/2022, chương trình phát hành bản tuyên truyền đầu tiên, tiếp nối chủ đề vũ trụ của mùa trước, kể về câu chuyện "Cá voi trong mơ" của 23 học sinh theo đuổi ước mơ trong không gian, tìm kiếm vật tổ "Lĩnh vực mơ tưởng", cũng trong quá trình theo đuổi ước mơ cố gắng hết sức vượt lên chính mình, để phù hợp với chủ đề của ban tổ chức mùa này "Tôi · Vượt qua tôi".

## Sản xuất chương trình
Hơn 300 người được huy động trước sân khấu và sau hậu trường "Thanh mộng truyền kỳ 2". Vì để khán giả có được cảm giác nghe nhìn như đang ở Hồng Quán (Sân vận động Hồng Kông) khi ngồi ở nhà, nhóm sản xuất đã áp dụng quy mô concert xuyên suốt, sân khấu chuyển động được mã hóa hoàn toàn bằng máy tính gồm 5 bệ nâng, dựa trên bản gốc "Sân khấu Hồng Quán mini", thông qua sân khấu bốn mặt, quay phim nhiều góc độ, Eidophor và các yếu tố khác, để khán giả sẽ có cảm giác đang xem "cuộc thi hát khác thường" và nghệ thuật "Cổng ảnh ba chiều 5D" mới.
Để nâng cao thành tích của 23 học viên, ban tổ chức đã bố trí gần 3.000 giờ tập luyện cấp sao, gồm: 8 tiết cho mỗi người,1,5 giờ học hát; 12 tiết cho mỗi người, khoảng 2 giờ học nhảy; bổ sung các lớp dưỡng sinh và trang điểm, và một loạt các cuộc diễn tập chuyên sâu.
"Nhà tạo hình cấp sao" của chương trình - Janae Chan tiết lộ học viên "Thanh mộng truyền kỳ" mùa này được nhiều nhãn hàng và nhà thiết kế quốc tế chú ý đến để may đo trang phục dự thi nhằm tạo nên hình ảnh mới lạ, đa dạng.

## Đoàn đội sản xuất

### Đoàn đội phía trước
- Người dẫn chương trình: Sâm Mỹ[10]
- Chuyên viên tư vấn sân khấu cấp sao: Thảo Manh (Tập 6)[11]

### Sản xuất phía sau
- Tổng giám chế tác: Lưu Hoằng Cơ
- Tổng giám âm nhạc: Johnny Yim
- Tổng giám vũ đạo: Sunny Wong
- Tổng giám hình tượng: Trần Hạo Nhi
- Tổng giám tạo mẫu tóc: Ngũ Triều Quang

### Ban nhạc
- Tổng giám âm nhạc: Johnny Yim[5]
- Phím đàn: Rico Cristobal
- Guitar: Danny Leung
- Guitar bass: Tế Uy
- Trống: Steve Cheung
- Hòa âm: Jackie Cho, Perl Yuen
- Tổng trợ lý: Joyce Chung

## Huấn luyện viên ca sĩ cấp sao
- Huấn luyện viên đội đỏ: Eric Kwok (Tổng giám), Lý Hạnh Nghê, Vịnh Nhi, Lâm Dịch Khuông
- Huấn luyện viên đội xanh: Trần Hoán Nhân (Tổng giám),  Bố Chí Luân, Lâm Nhị Vấn, Vương Hạo Nhi

## Thí sinh
Giám khảo tuyển chọn của chương trình bao gồm Cấp cao của TVB Tăng Chí Vỹ, Lạc Dịch Linh, ca sĩ Lý Hạnh Nghê, nhà âm nhạc Eric Kwok, Trần Hoán Nhân, Johnny Yim, Thư Văn, Ngũ Trọng Hành, biên đạo múa Sunny Wong, chỉ đạo mỹ thuật Mã Quang Vinh, v.v... Đánh giá từ hơn 1.000 thí sinh đăng ký trong và ngoài nước, chọn ra 23 học viên, nhỏ nhất chỉ mới 13 tuổi. Trong đó, các thí sinh có số báo danh từ 1 - 6 là tài năng nổi bật từ chương trình "Thanh mộng Junior" và cùng thành lập "XiX" để tham gia với danh nghĩa nhóm, như vậy số lượng đơn vị tham gia thi đấu thực tế là 18.
Phần này có các thí sinh nước ngoài (gồm các người thắng cuộc của Thanh mộng truyền kỳ 2 Malaysia và Thanh mộng truyền kỳ 2 Australia) tham gia khiêu chiến các học viên tốt nghiệp của Thanh mộng 2 khu đấu Hong Kong.
Vì để tăng độ nhân diện của khán giả cho các học viên, ban tổ chức đặc biệt mời họa sĩ minh họa Mạch Nhã Đoan thiết kế một loạt vật cát tường cho các học viên, đồng thời xe buýt chủ đề "Thanh mộng truyền kỳ 2" với hàng loạt vật cát tường được in trên đó sẽ chạy ở nhiều khu khác nhau tùy từng thời điểm.
| Tên học viên                                                     | Tên học viên                                                     | Tên học viên                                                     | Biệt danh                                                        | Tuổi khi dự thi                                                  | Vật cát tường                                                    | Đại diện khu vực                                                 | Ghi chú                                                          |
| Tiếng Việt                                                       | Tiếng Trung                                                      | Tiếng Anh                                                        | Biệt danh                                                        | Tuổi khi dự thi                                                  | Vật cát tường                                                    | Đại diện khu vực                                                 | Ghi chú                                                          |
| Khu đấu Hồng Kông: Tổng số 23 thí sinh đến từ 18 đơn vị tham gia | Khu đấu Hồng Kông: Tổng số 23 thí sinh đến từ 18 đơn vị tham gia | Khu đấu Hồng Kông: Tổng số 23 thí sinh đến từ 18 đơn vị tham gia | Khu đấu Hồng Kông: Tổng số 23 thí sinh đến từ 18 đơn vị tham gia | Khu đấu Hồng Kông: Tổng số 23 thí sinh đến từ 18 đơn vị tham gia | Khu đấu Hồng Kông: Tổng số 23 thí sinh đến từ 18 đơn vị tham gia | Khu đấu Hồng Kông: Tổng số 23 thí sinh đến từ 18 đơn vị tham gia | Khu đấu Hồng Kông: Tổng số 23 thí sinh đến từ 18 đơn vị tham gia |
| ---------------------------------------------------------------- | ---------------------------------------------------------------- | ---------------------------------------------------------------- | ---------------------------------------------------------------- | ---------------------------------------------------------------- | ---------------------------------------------------------------- | ---------------------------------------------------------------- | ---------------------------------------------------------------- |
| Trang Ân Nguyệt                                                  | 莊殷玥                                                           | Vici                                                             | 豬妹 (Em gái heo)                                                | 14 (2007)                                                        | XiX                                                              | Hồng Kông                                                        | Thành viên XiX                                                   |
| Lưu Chỉ Quân                                                     | 劉芷君                                                           | Aster                                                            | Tiểu Hana                                                        | 14 (2007)                                                        | XiX                                                              | Hồng Kông                                                        | Đội trưởng XiX                                                   |
| Lương Thiện Tri                                                  | 梁善知                                                           | Crystal                                                          | Crystal nhỏ                                                      | 15 (2007)                                                        | XiX                                                              | Hồng Kông                                                        | Thành viên XiX                                                   |
| Mậu Quân Hy                                                      | 繆昀希                                                           | Charlotte                                                        | Salad                                                            | 13 (2009)                                                        | XiX                                                              | Hồng Kông                                                        | Thành viên XiX, thí sinh nữ nhỏ tuổi nhất                        |
| Đặng Hiểu Ân                                                     | 鄧曉殷                                                           | Kiele                                                            |                                                                  | 15 (2006)                                                        | XiX                                                              | Hồng Kông                                                        | Thành viên XiX                                                   |
| Dương Bỉnh Di                                                    | 楊秉頤                                                           | Caitlin                                                          |                                                                  | 14 (2007)                                                        | XiX                                                              | Hồng Kông                                                        | Thành viên XiX                                                   |
| Trần Hạo Đình                                                    | 陳昊廷                                                           | Timothy                                                          | Tim                                                              | 21 (2000)                                                        | 添飯 (Cơm thêm)                                                  | Hồng Kông                                                        | Thí sinh nam nhỏ tuổi nhất, bị loại ở top 14                     |
| Trần Tấn Hiên                                                    | 陳晉軒                                                           | Jason                                                            |                                                                  | 27 (1994)                                                        | 臣兒 (Hạ thần)                                                   | Hồng Kông                                                        | Bị loại ở top 12                                                 |
| Hầu Tuyển Hy                                                     | 侯雋𤋮                                                           | Duncan                                                           |                                                                  | 26 (1996)                                                        | 燈神 (Thần đèn)                                                  | Hồng Kông                                                        | Bị loại ở top 10                                                 |
| Kim Vĩnh Hành                                                    | 金永衡                                                           | Christopher                                                      | 金仔 (Cậu Vàng), Double Uncle, Kim Oppa                          | 29 (1992)                                                        | 永衡族 (Tộc Vĩnh Hành)                                           | Hồng Kông                                                        | Thí sính nam lớn tuổi nhất, bị loại ở top 15                     |
| Bành Gia Hiền                                                    | 彭家賢                                                           | Zayden                                                           |                                                                  | 25 (1996)                                                        | 南瓜園 (Vườn bí ngô)                                             | Hồng Kông                                                        | Bị loại ở top 10                                                 |
| Văn Tá Khuông                                                    | 文佐匡                                                           | Sean                                                             | Hugo 2.0                                                         | 22 (2000)                                                        | Sing a Sean                                                      | Hồng Kông                                                        | Bị loại ở top 10                                                 |
| Huỳnh Lạc Nghiên                                                 | 黃洛妍                                                           | Janees                                                           |                                                                  | 24 (1997)                                                        | 狂落鹽 (Muối điên rồ)                                            | Hồng Kông                                                        | Á quân                                                           |
| Triệu Tụng Nghi                                                  | 趙頌宜                                                           | Maggie                                                           | Liên tỷ 2.0                                                      | 19 (2002)                                                        | 超鍾意 (Siêu thích)                                              | Hồng Kông                                                        | Bị loại ở top 10                                                 |
| Giang Đình Tuệ                                                   | 江廷慧                                                           | Vivian                                                           |                                                                  | 26 (1995)                                                        | 江酥餅 (Giang bánh quy)                                          | Hồng Kông                                                        | Thí sinh nữ lớn tuổi nhất, bị loại ở top 12                      |
| Tôn Y Văn                                                        | 孫衣文                                                           | Mandy                                                            | 娘娘 (Nương nương)                                               | 20 (2001)                                                        | 白紋衣 (Áo sọc trắng)                                            | Hồng Kông                                                        | Bị loại ở top 18                                                 |
| Triệu Tiểu Đình                                                  | 趙小婷                                                           | Pamela                                                           | Pam Pam                                                          | 21 (2001)                                                        | 超小型 (Siêu nhỏ)                                                | Hồng Kông                                                        | Hạng 5                                                           |
| Lưu Vịnh Đồng                                                    | 劉詠彤                                                           | Angel                                                            |                                                                  | 23 (1998)                                                        | Ringtone                                                         | Hồng Kông                                                        | Bị loại ở top 10                                                 |
| Lý Nhân Đồng                                                     | 李茵彤                                                           | Desta                                                            | 後樓梯歌后 (Ca hậu sau cầu thang)                                | 22 (1999)                                                        | 通粉 (Mỳ ống)                                                    | Hồng Kông                                                        | Bị loại ở top 18                                                 |
| Triệu Tử Nặc                                                     | 趙紫諾                                                           | Sabrina                                                          | Thập Biên Na (十邊娜)                                            | 13 (2008)                                                        | 十邊形 (Hình thập giác)                                          | Hồng Kông                                                        | Quý quân                                                         |
| Lương Chỉ Tinh                                                   | 梁芷菁                                                           | Crystal                                                          | Crystal lớn                                                      | 18 (2004)                                                        | 芷水晶 (Chỉ thủy tinh)                                           | Hồng Kông                                                        | Bị loại ở top 18                                                 |
| Tiêu Trình Khiêm                                                 | 蕭呈謙                                                           | Nicole                                                           |                                                                  | 17 (2005)                                                        | 蕭幫 (Tiêu Bang)                                                 | Hồng Kông                                                        | Bị loại ở top 14                                                 |
| Nhậm Khải Tình                                                   | 任暟晴                                                           | Jasmine                                                          |                                                                  | 16 (2006)                                                        | 晴天花花 (Bông hoa ngày nắng)                                    | Hồng Kông                                                        | Quán quân                                                        |
| Khu đấu nước ngoài: 7 thí sinh                                   |                                                                  |                                                                  |                                                                  |                                                                  |                                                                  |                                                                  |                                                                  |
| Tôn Giai Lợi                                                     | 孫佳利                                                           | Lorraine                                                         |                                                                  |                                                                  | —                                                                | Brisbane                                                         | Tổng quán quân toàn Australia                                    |
| Tưởng Thấm Hân                                                   | 蔣沁忻                                                           | Gina                                                             |                                                                  |                                                                  | —                                                                | Tây Úc                                                           | Tổng á quân toàn Australia                                       |
| Bành Tường Việt                                                  | 彭詡越                                                           | Xair                                                             |                                                                  | 21                                                               | —                                                                | Kuala Lumpur                                                     | Quán quân khu đấu Malaysia                                       |
| Lương Thần Ngữ                                                   | 梁宸語                                                           | Zev                                                              |                                                                  | 25                                                               | —                                                                | Sabah                                                            | Á quân khu đấu Malaysia                                          |
| Vương Tử Vy                                                      | 王紫薇                                                           | Ziwei                                                            |                                                                  | 18 (2004)                                                        | —                                                                | Ipoh                                                             | Quý quân khu đấu Malaysia                                        |
| Trần Hoằng Thăng                                                 | 陳泓升                                                           | Vincent                                                          |                                                                  | 22                                                               | —                                                                | Kuala Lumpur                                                     | Điện quân khu đấu Malaysia                                       |
| Phan Kiền Chính                                                  | 潘乾政                                                           | Zentson                                                          |                                                                  | 27                                                               | —                                                                | Selangor                                                         | Top 8 khu đấu Malaysia                                           |

## Thăng cấp và bị loại
| Thí sinh         | Đội     | Tập                       | Tập               | Tập                  | Tập                  | Tập                  | Tập               | Tập       | Thứ hạng cuối cùng |
| Thí sinh         | Đội     | 2                         | 3 - 5             | 6 - 8                | 9 - 10               | 11 - 12              | 13 -14            | 15        | Thứ hạng cuối cùng |
| ---------------- | ------- | ------------------------- | ----------------- | -------------------- | -------------------- | -------------------- | ----------------- | --------- | ------------------ |
| Nhậm Khải Tình   | Gin Lee | Tất cả học viên thăng cấp | Thăng cấp         | Đội thắng            | Đội thắng            | Thăng cấp            | Thăng cấp         | Quán quân | 1                  |
| Huỳnh Lạc Nghiên | JW      | Tất cả học viên thăng cấp | Thăng cấp         | Thăng cấp            | Thăng cấp            | Điểm cao nhất        | Thăng cấp         | Á quân    | 2                  |
| Triệu Tử Nặc     | Phil    | Tất cả học viên thăng cấp | Điểm cao nhất     | Đội thắng            | Đội thắng            | Thăng cấp            | Điểm cao nhất     | Quý quân  | 3                  |
| XiX              | Vincy   | Tất cả học viên thăng cấp | Điểm cao nhất     | Đội thắng            | Đội thắng            | Thăng cấp            | Thăng cấp         | Điện quân | 4                  |
| Triệu Tiểu Đình  | JW      | Tất cả học viên thăng cấp | Thăng cấp         | Thăng cấp            | Thăng cấp            | Điểm cao nhất        | Thăng cấp         | Hạng 5    | 5                  |
| Bành Gia Hiền    | Phil    | Tất cả học viên thăng cấp | Điểm cao nhất     | Đội thắng            | Đội thắng            | Thăng cấp            | Điểm thấp bị loại |           | 6                  |
| Triệu Tụng Nghi  | Eman    | Tất cả học viên thăng cấp | Thăng cấp         | Thăng cấp            | Thăng cấp            | Đội thắng            | Điểm thấp bị loại | 6         |                    |
| Lưu Vịnh Đồng    | Alan    | Tất cả học viên thăng cấp | Thăng cấp         | Thăng cấp            | Thăng cấp            | Đội thắng            | Điểm thấp bị loại | 6         |                    |
| Hầu Tuyển Hy     | Alan    | Tất cả học viên thăng cấp | Thăng cấp         | Thăng cấp            | Thăng cấp            | Đội thắng            | Điểm thấp bị loại | 6         |                    |
| Văn Tá Khuông    | Vincy   | Tất cả học viên thăng cấp | Thăng cấp         | Điểm cao nhất        | Đội thắng            | Thăng cấp            | Điểm thấp bị loại | 6         |                    |
| Trần Tấn Hiên    | Phil    | Tất cả học viên thăng cấp | Thăng cấp         | Đội thắng            | Đội thắng            | Huấn luyện viên loại |                   | 11        |                    |
| Giang Đình Tuệ   | Gin Lee | Tất cả học viên thăng cấp | Thăng cấp         | Đội thắng            | Đội thắng            | Huấn luyện viên loại | 11                |           |                    |
| Trần Hạo Đình    | JW      | Tất cả học viên thăng cấp | Thăng cấp         | Thăng cấp            | Huấn luyện viên loại |                      | 13                |           |                    |
| Tiêu Trình Khiêm | Eman    | Tất cả học viên thăng cấp | Thăng cấp         | Thăng cấp            | Huấn luyện viên loại | 13                   |                   |           |                    |
| Kim Vĩnh Hành    | Eman    | Tất cả học viên thăng cấp | Thăng cấp         | Huấn luyện viên loại |                      | 15                   |                   |           |                    |
| Tôn Y Văn        | Gin Lee | Tất cả học viên thăng cấp | Điểm thấp bị loại |                      | 16                   |                      |                   |           |                    |
| Lý Nhân Đồng     | Alan    | Tất cả học viên thăng cấp | Điểm thấp bị loại | 16                   |                      |                      |                   |           |                    |
| Lương Chỉ Tinh   | Vincy   | Tất cả học viên thăng cấp | Điểm thấp bị loại | 16                   |                      |                      |                   |           |                    |

## Nội dung mỗi tập

### Tập 1: Tiếng khóc sơ khảo
- 23 học viên chia thành 4 nhóm, biểu diễn bài hát sơ khảo trước mặt các giám khảo Thư Văn, Trương Giai Thiêm, Trần Khiết Linh, tổng giám âm nhạc Johnny Yim và tiếp nhận hướng dẫn. Họ cũng sẽ hợp tác biểu diễn cùng các học viên tốt nghiệp của "Thanh mộng truyền kỳ mùa 1" Viêm Minh Hy, Diêu Trác Phi, Chung Nhu Mỹ, Chiêm Thiên Văn, Trương Trì Hào, Hà Tấn Lạc thử thách với tác phẩm nổi tiếng của ban nhạc Queen với phần trình diễn hát nhảy bài "Bohemian Rhapsody" kéo dài gần 6 phút để mở màn cho chương trình.[24]
- Phần Q&A cùng với các học viên "Thanh mộng truyền kỳ mùa 1": Diêu Trác Phi, Trương Trì Hào, Hà Tấn Lạc, Chiêm Thiên Văn, Lâm Quân Liên, Phan Tĩnh Văn, Văn Khải Đình, Tôn Hán Lâm, Lâm Chỉ Nghệ, Thái Khải Dĩnh.[25]

| Thứ tự biểu diễn | Tên học viên     | Tên học viên    | Bài hát biểu diễn                       | Hát gốc         |
| ---------------- | ---------------- | --------------- | --------------------------------------- | --------------- |
| 1                | Giang Đình Tuệ   | Vivian          | 開到荼蘼/ Đồ Mi nở rộ                   | Vương Phi       |
| 2                | Trần Tấn Hiên    | Jason           | 愛很簡單/ Yêu rất đơn giản              | Đào Triết       |
| 3                | Lưu Vịnh Đồng    | Angel           | 心花怒放/ Vui sướng ngất ngây           | Dung Tổ Nhi     |
| 4                | XiX              | XiX             | 命硬/ Mạng cứng                         | Trắc Điền       |
| 5                | Triệu Tiểu Đình  | Pamela          | 我真的受傷了/ Em thật sự tổn thương rồi | Trương Học Hữu  |
| 6                | Trần Hạo Đình    | Timothy         | 愛得太遲/ Yêu quá muộn                  | Cổ Cự Cơ        |
| 7                | Triệu Tử Nặc     | Sabrina         | Traitor                                 | Olivia Rodrigo  |
| 8                | Văn Tá Khuông    | Sean            | Perfect                                 | Ed Sheeran      |
| 9                | Huỳnh Lạc Nghiên | Janees          | Greatest Love of All                    | Whitney Houston |
| 10               | Bành Gia Hiền    | Zayden          | 那誰/ Ai đó                             | Tô Vĩnh Khang   |
| 11               | Triệu Tụng Nghi  | Maggie          | 呼吸有害/ Hô hấp có hại                 | Mạc Văn Úy      |
| 12               | Hầu Tuyển Hy     | Duncan          | 任我行/ Nhậm Ngã Hành                   | Trần Dịch Tấn   |
| 13               | Kim Vĩnh Hành    | Christopher     | 黃金時代/ Thời đại hoàng kim            | Trần Dịch Tấn   |
| 14               | Nhậm Khải Tình   | Jasmine         | 一加一/ Một cộng một                    | Giang Hải Ca    |
| 15               | Lương Chỉ Tinh   | Crystal         | 天生二品/ Trời sinh loại hai            | Trần Khải Vịnh  |
| 16               | Lý Nhân Đồng     | Desta           | 雅俗/ Phong tục tao nhã                 | Đặng Tiểu Xảo   |
| 17               | Tôn Y Văn        | Mandy           | 約定/ Ước định                          | Vương Phi       |
| 18               | Tiêu Trình Khiêm | Nicole          | Over the Rainbow                        | Judy Garland    |
| 19               | Tất cả học viên  | Tất cả học viên | 我的快樂時代/ Thời đại vui vẻ của tôi   | Trần Dịch Tấn   |

### Tập 2: Huấn luyện viên tranh người đấu
- 18 học viên (Lưu Chỉ Quân đại diện XiX thi đấu) chia thành 5 nhóm lần lượt thực hiện thử thách hợp xướng, cho phép 6 vị huấn luyện viên Lý Hạnh Nghê (Gin Lee), Vương Hạo Nhi (JW), Vịnh Nhi (Vincy), Bố Chí Luân (Alan), Lâm Nhị Vấn (Eman) và Lâm Dịch Khuông (Phil) căn cứ vào biểu hiện của mỗi người sử dụng 3 quyền lựa chọn trong tay chọn ra học viên yêu thích, về phần Quách Vỹ Lượng (Eric Kwok) và Trần Hoán Nhân (Hanjin) lần lượt là tổng giám của đội đỏ và đội xanh.[26]
- Mỗi nhóm cần "hát mù" trong một khoảng thời gian, huấn luyện viên phải dựa trên giọng hát và kỹ năng để lựa chọn học viên tiềm năng mà họ yêu thích, chỉ cần có một trong các học viên được chọn, ngay lập tức "màn hình lớn" sẽ được nâng lên, diện mạo của nhóm học viên cũng sẽ được phơi bày, sau khi hát trọn vẹn bài hát, nếu học viên nào vẫn chưa được huấn luyện viên nào ưu ái thì sẽ bước vào khu nguy hiểm và có cơ hội bị loại bất cứ lúc nào.[27]

| Thứ tự biểu diễn              | Tên học viên               | Tên học viên | Bài hát biểu diễn                               | Hát gốc         | Đội ngũ gia nhập       |
| ----------------------------- | -------------------------- | ------------ | ----------------------------------------------- | --------------- | ---------------------- |
| 1                             | Hầu Tuyển Hy               | Duncan       | 愛是懷疑/ Yêu là hoài nghi                      | Trần Dịch Tấn   | Alan                   |
| 1                             | Trần Hạo Đình              | Timothy      | 愛是懷疑/ Yêu là hoài nghi                      | Trần Dịch Tấn   | JW                     |
| 1                             | Trần Tấn Hiên              | Jason        | 愛是懷疑/ Yêu là hoài nghi                      | Trần Dịch Tấn   | Phil                   |
| 2                             | Triệu Tiểu Đình            | Pamela       | 可惜我是水瓶座/ Đáng tiếc em là cung Bảo Bình   | Dương Thiên Hoa | JW                     |
| 2                             | Giang Đình Tuệ             | Vivian       | 可惜我是水瓶座/ Đáng tiếc em là cung Bảo Bình   | Dương Thiên Hoa | Gin Lee                |
| 2                             | Lương Chỉ Tinh             | Crystal      | 可惜我是水瓶座/ Đáng tiếc em là cung Bảo Bình   | Dương Thiên Hoa | Vincy                  |
| 3                             | Triệu Tụng Nghi            | Maggie       | 活著VIVA/ Sức sống VIVA                         | Tạ Đình Phong   | Bước vào khu nguy hiểm |
| 3                             | Kim Vĩnh Hành              | Christopher  | 活著VIVA/ Sức sống VIVA                         | Tạ Đình Phong   | Eman                   |
| 3                             | Văn Tá Khuông              | Sean         | 活著VIVA/ Sức sống VIVA                         | Tạ Đình Phong   | Vincy                  |
| 3                             | Bành Gia Hiền              | Zayden       | 活著VIVA/ Sức sống VIVA                         | Tạ Đình Phong   | Phil                   |
| 4                             | Lưu Vịnh Đồng              | Angel        | 原來你甚麼都不要/ Hóa ra em không cần cái gì cả | Trương Huệ Muội | Bước vào khu nguy hiểm |
| 4                             | Huỳnh Lạc Nghiên           | Janees       | 原來你甚麼都不要/ Hóa ra em không cần cái gì cả | Trương Huệ Muội | JW                     |
| 4                             | Lý Nhân Đồng               | Desta        | 原來你甚麼都不要/ Hóa ra em không cần cái gì cả | Trương Huệ Muội | Alan                   |
| 4                             | Tôn Y Văn                  | Mandy        | 原來你甚麼都不要/ Hóa ra em không cần cái gì cả | Trương Huệ Muội | Gin Lee                |
| 5                             | Triệu Tử Nặc               | Sabrina      | Poker Face                                      | Lady Gaga       | Phil                   |
| 5                             | Tiêu Trình Khiêm           | Nicole       | Poker Face                                      | Lady Gaga       | Eman                   |
| 5                             | Nhậm Khải Tình             | Jasmine      | Poker Face                                      | Lady Gaga       | Gin Lee                |
| 5                             | Lưu Chỉ Quân(Đại diện XiX) | Aster        | Poker Face                                      | Lady Gaga       | Vincy                  |
| Biểu diễn                     | XiX                        | XiX          | Candy Ball                                      | As One          | Vincy                  |
| Học viên khu nguy hiểm đơn ca | Lưu Vịnh Đồng              | Angel        | Pretty Crazy                                    | Dung Tổ Nhi     | Alan                   |
| Học viên khu nguy hiểm đơn ca | Triệu Tụng Nghi            | Maggie       | 風的季節/ Mùa gió                               | Từ Tiểu Phụng   | Eman                   |

### Tập 3 - 5: Đấu loại 6 OUT 1 (Loại 3 người)
- 6 vị huấn luyện viên Lý Hạnh Nghê (Gin Lee), Vương Hạo Nhi (JW), Vịnh Nhi (Vincy), Bố Chí Luân (Alan), Lâm Nhị Vấn (Eman) và Lâm Dịch Khuông (Phil) tự cử ra một học viên lên sân khấu biểu diễn.
- Ngoài ra 2 vị tổng giám Quách Vỹ Lượng (Eric Kwok) và Trần Hoán Nhân (Hanjin) sẽ thực hiện nhận xét, tại hiện trường còn có 25 đại biểu đến từ các lĩnh vực khác nhau của nhạc đàn đến làm giám khảo chuyên môn, sau khi mỗi học viên biểu diễn sẽ lập tức bật đèn xanh (đạt) hoặc đỏ (không đạt), 1 trong 6 học viên nhận ít đèn nhất sẽ bị loại.
- Các học viên tốt nghiệp của "Thanh mộng truyền kỳ mùa 1" cũng có nhận xét học viên của chương trình.[29]

| Tập | Thứ tự biểu diễn | Tên học viên     | Tên học viên | Đại diện nhóm | Bài hát biểu diễn                                              | Hát gốc          | Điểm | Kết quả       |
| --- | ---------------- | ---------------- | ------------ | ------------- | -------------------------------------------------------------- | ---------------- | ---- | ------------- |
| 3   | 1                | Triệu Tiểu Đình  | Pamela       | JW            | 愛的根源/ Nguồn gốc của yêu                                    | Đàm Vịnh Lân     | 17   | Thăng cấp     |
| 3   | 2                | Nhậm Khải Tình   | Jasmine      | Gin Lee       | 玉蝴蝶/ Ngọc hồ điệp                                           | Tạ Đình Phong    | 19   | Thăng cấp     |
| 3   | 3                | Kim Vĩnh Hành    | Christopher  | Eman          | 早班火車/ Xe lửa ban sớm                                       | Beyond           | 16   | Thăng cấp     |
| 3   | 4                | Lưu Vịnh Đồng    | Angel        | Alan          | 發熱發亮/ Phát nóng phát sáng                                  | Trịnh Tú Văn     | 13   | Thăng cấp     |
| 3   | 5                | Triệu Tử Nặc     | Sabrina      | Phil          | 說散就散/ Nói xa là xa                                         | Trần Vịnh Đồng   | 23   | Điểm cao nhất |
| 3   | 6                | Lương Chỉ Tinh   | Crystal      | Vincy         | I Wish                                                         | Trần Khải Vịnh   | 8    | Bị loại       |
| 4   | 1                | Văn Tá Khuông    | Sean         | Vincy         | Why You Gonna Lie                                              | Cao Nhĩ Tuyên    | 19   | Thăng cấp     |
| 4   | 2                | Bành Gia Hiền    | Zayden       | Phil          | 愛與誠/ Tình yêu và chân thành                                 | Cổ Cự Cơ         | 23   | Điểm cao nhất |
| 4   | 3                | Lý Nhân Đồng     | Desta        | Alan          | 屈機/ Khuất cơ                                                 | Trần Lỗi         | 8    | Bị loại       |
| 4   | 4                | Tiêu Trình Khiêm | Nicole       | Eman          | You Raise Me Up                                                | Josh Groban      | 14   | Thăng cấp     |
| 4   | 5                | Giang Đình Tuệ   | Vivian       | Gin Lee       | Dangerous Woman                                                | Ariana Grande    | 22   | Thăng cấp     |
| 4   | 6                | Trần Hạo Đình    | Timothy      | JW            | 你瞞我瞞/ Em dối tôi lừa                                       | Trần Bách Vũ     | 16   | Thăng cấp     |
| 5   | 1                | Hầu Tuyển Hy     | Duncan       | Alan          | 棉棉/ Bông vải                                                 | Trần Dịch Tấn    | 17   | Thăng cấp     |
| 5   | 2                | XiX              | XiX          | Vincy         | Me Gustas Tu                                                   | GFriend          | 23   | Điểm cao nhất |
| 5   | 3                | Tôn Y Văn        | Mandy        | Gin Lee       | 眼泪/ Nước mắt                                                 | Phạm Hiểu Huyên  | 14   | Bị loại       |
| 5   | 4                | Triệu Tụng Nghi  | Maggie       | Eman          | 我的心里只有你没有他/ Trong lòng em chỉ có anh không có anh ta | Hoàng Tiểu Hổ    | 22   | Thăng cấp     |
| 5   | 5                | Trần Tấn Hiên    | Jason        | Phil          | 记忆棉/ Gối ký ức                                              | Trương Thiên Phú | 21   | Thăng cấp     |
| 5   | 6                | Huỳnh Lạc Nghiên | Janees       | JW            | 留底锁匙/ Giữ lại chìa khóa                                    | Hứa Như Vân      | 22   | Thăng cấp     |

### Tập 6 - 8: Đấu đội PK nhiều hiệp (loại 1 - 2 người)
- Lâm Dịch Khuông (Phil), Lý Hạnh Nghê (Gin Lee) và Vịnh Nhi (Vincy) gia nhập đội đỏ của Quách Vỹ Lượng (Eric Kwok); Vương Hạo Nhi (JW), Bố Chí Luân (Alan) và Lâm Nhị Vấn (Eman) gia nhập đội xanh của Trần Hoán Nhân (Hanjin). Chương trình tiến hành vòng đấu đội đầu tiên, trong mỗi hiệp, mỗi đội sẽ tự cử đơn vị học viên của mình ra ứng chiến, sau đó 25 vị giám khảo chuyên môn sẽ bỏ phiếu để chọn ra đội xuất sắc hơn trong mỗi hiệp. Cuối cùng, đội có tổng số phiếu bầu cao hơn là đội chiến thắng, tất cả các thành viên đội thắng sẽ thăng cấp, đội có số đèn tích lũy ít nhất phải loại 1 học viên, nếu hiệu số giữa hai đội hơn 50 thì đội thua phải loại thêm 1 học viên.[11] Đội chiến thắng sẽ được quyết định thứ tự thi đấu của hiệp sau.
- Một số học viên tốt nghiệp "Thanh mộng truyền kỳ mùa 1" đã dự thính vòng đấu này.

| Đội  | Tổng điểm | Tổng điểm | Tổng điểm | Tổng điểm | Tên học viên     | Tên học viên | Kết quả cuối cùng |
| Đội  | Tập 6     | Tập 7     | Tập 8     | Cả trận   | Tên học viên     | Tên học viên | Kết quả cuối cùng |
| ---- | --------- | --------- | --------- | --------- | ---------------- | ------------ | ----------------- |
| Đỏ   | 18        | 36        | 55        | 109       | Triệu Tử Nặc     | Sabrina      | Cả đội thăng cấp  |
| Đỏ   | 18        | 36        | 55        | 109       | Trần Tấn Hiên    | Jason        | Cả đội thăng cấp  |
| Đỏ   | 18        | 36        | 55        | 109       | Bành Gia Hiền    | Zayden       | Cả đội thăng cấp  |
| Đỏ   | 18        | 36        | 55        | 109       | Nhậm Khải Tình   | Jasmine      | Cả đội thăng cấp  |
| Đỏ   | 18        | 36        | 55        | 109       | Giang Đình Tuệ   | Vivian       | Cả đội thăng cấp  |
| Đỏ   | 18        | 36        | 55        | 109       | XiX              |              | Cả đội thăng cấp  |
| Đỏ   | 18        | 36        | 55        | 109       | Văn Tá Khuông    | Sean         | Cả đội thăng cấp  |
| Xanh | 32        | 39        | 20        | 91        | Triệu Tiểu Đình  | Pamela       | Thăng cấp         |
| Xanh | 32        | 39        | 20        | 91        | Trần Hạo Đình    | Timothy      | Thăng cấp         |
| Xanh | 32        | 39        | 20        | 91        | Huỳnh Lạc Nghiên | Janees       | Thăng cấp         |
| Xanh | 32        | 39        | 20        | 91        | Lưu Vịnh Đồng    | Angel        | Thăng cấp         |
| Xanh | 32        | 39        | 20        | 91        | Hầu Tuyển Hy     | Duncan       | Thăng cấp         |
| Xanh | 32        | 39        | 20        | 91        | Kim Vĩnh Hành    | Christopher  | Bị loại           |
| Xanh | 32        | 39        | 20        | 91        | Tiêu Trình Khiêm | Nicole       | Thăng cấp         |
| Xanh | 32        | 39        | 20        | 91        | Triệu Tụng Nghi  | Maggie       | Thăng cấp         |

| Tập | Thứ tự biểu diễn | Đội  | Tên học viên     | Tên học viên | Bài hát biểu diễn                 | Hát gốc                   | Điểm | Đội thắng trong hiệp |
| --- | ---------------- | ---- | ---------------- | ------------ | --------------------------------- | ------------------------- | ---- | -------------------- |
| 6   | 1                | Đỏ   | Giang Đình Tuệ   | Vivian       | 月牙灣/ Vịnh trăng khuyết         | F.I.R                     | 9    | Đội xanh             |
| 6   | 1                | Xanh | Triệu Tiểu Đình  | Pamela       | 靈魂相認/ Linh hồn gặp gỡ         | Truơng Kính Hiên          | 16   | Đội xanh             |
| 6   | 2                | Đỏ   | Nhậm Khải Tình   | Jasmine      | 3AM                               | Giang Hải Ca              | 9    | Đội xanh             |
| 6   | 2                | Xanh | Lưu Vịnh Đồng    | Angel        | 讓一切隨風/ Để tất cả đi theo gió | Chung Trấn Đào            | 16   | Đội xanh             |
| 6   | 3                | Xanh | Hầu Tuyển Hy     | Duncan       | 信自己/ Tin bản thân              | Đỗ Đức Vỹ, Diệp Thiến Văn | 5    | Đội đỏ               |
| 7   | 3                | Đỏ   | XiX (nhóm 1)     | XiX (nhóm 1) | 超能力/ Siêu năng lực             | Đặng Tử Kỳ                | 20   | Đội đỏ               |
| 7   | 4                | Xanh | Triệu Tụng Nghi  | Maggie       | 我不好愛                          | Trần Dịch Tấn             | 17   | Đội xanh             |
| 7   | 4                | Đỏ   | Trần Tấn Hiên    | Jason        | 如果可以/ Nếu như có thể          | Vi Lễ An                  | 8    | Đội xanh             |
| 7   | 5                | Đỏ   | Triệu Tử Nặc     | Sabrina      | 人質/ Con tin                     | Trương Huệ Muội           | 8    | Đội xanh             |
| 7   | 5                | Xanh | Trần Hạo Đình    | Timothy      | 垃圾/ Rác rưởi                    | Lư Xảo Âm                 | 17   | Đội xanh             |
| 7   | 6                | Xanh | Tiêu Trình Khiêm | Nicole       | 偶遇/ Bắt gặp                     | Lâm Chí Mỹ                | 4    | Đội đỏ               |
| 8   | 6                | Đỏ   | Văn Tá Khuông    | Sean         | lce Ice Baby                      | Vanilla Ice               | 21   | Đội đỏ               |
| 8   | 7                | Xanh | Kim Vĩnh Hành    | Christopher  | Toxic                             | Britney Spears            | 7    | Đội đỏ               |
| 8   | 7                | Đỏ   | XiX (nhóm 2)     | XiX (nhóm 2) | lf l Ain't Got You                | Alicia Keys               | 18   | Đội đỏ               |
| 8   | 8                | Xanh | Huỳnh Lạc Nghiên | Janess       | Lady Marmalade                    | LaBelle                   | 9    | Đội đỏ               |
| 8   | 8                | Đỏ   | Bành Gia Hiền    | Zayden       | 青春常駐/ Thanh xuân thường trú   | Trương Kính Hiên          | 16   | Đội đỏ               |

### Tập 9 - 10: Đêm concert Đỏ, Xanh (loại 2 người)
- Hai đội đỏ, xanh tiến hành đấu đội lần hai, đối chiến theo kiểu concert chưa từng có trong hai tập liên tiếp. Mỗi đội chuẩn bị năm tiết mục, từ tiết mục biểu diễn INTRO cho đến ENCORE concert[35]. Trong mỗi hiệp, mỗi đội sẽ tự cử đơn vị học viên của mình ra ứng chiến, sau đó 25 vị giám khảo chuyên môn sẽ bỏ phiếu để chọn ra đội xuất sắc hơn trong mỗi hiệp. Cuối cùng, đội có tổng số phiếu bầu cao hơn là đội chiến thắng, tất cả các thành viên đội thắng sẽ thăng cấp, đội thua sẽ bị loại 2 học viên bởi giám chế và huấn luyện viên của đội đó quyết định.[36]
- Tên concert đội đỏ: "We We Red Red"
- Tên concert đội xanh: "Once In A Blue Moon"
- Khách mời biểu diễn: Chung Nhu Mỹ (Đội đỏ), Lâm Quân Liên (Đội xanh)

| Đội  | Tổng điểm | Tổng điểm | Tổng điểm | Tên học viên     | Tên học viên | Kết quả cuối cùng |
| Đội  | Tập 9     | Tập 10    | Cả trận   | Tên học viên     | Tên học viên | Kết quả cuối cùng |
| ---- | --------- | --------- | --------- | ---------------- | ------------ | ----------------- |
| Đỏ   | 31        | 33        | 64        | Triệu Tử Nặc     | Sabrina      | Cả đội thăng cấp  |
| Đỏ   | 31        | 33        | 64        | Trần Tấn Hiên    | Jason        | Cả đội thăng cấp  |
| Đỏ   | 31        | 33        | 64        | Bành Gia Hiền    | Zayden       | Cả đội thăng cấp  |
| Đỏ   | 31        | 33        | 64        | Nhậm Khải Tình   | Jasmine      | Cả đội thăng cấp  |
| Đỏ   | 31        | 33        | 64        | Giang Đình Tuệ   | Vivian       | Cả đội thăng cấp  |
| Đỏ   | 31        | 33        | 64        | XiX              |              | Cả đội thăng cấp  |
| Đỏ   | 31        | 33        | 64        | Văn Tá Khuông    | Sean         | Cả đội thăng cấp  |
| Xanh | 19        | 42        | 61        | Triệu Tiểu Đình  | Pamela       | Thăng cấp         |
| Xanh | 19        | 42        | 61        | Trần Hạo Đình    | Timothy      | Bị loại           |
| Xanh | 19        | 42        | 61        | Huỳnh Lạc Nghiên | Janees       | Thăng cấp         |
| Xanh | 19        | 42        | 61        | Lưu Vịnh Đồng    | Angel        | Thăng cấp         |
| Xanh | 19        | 42        | 61        | Hầu Tuyển Hy     | Duncan       | Thăng cấp         |
| Xanh | 19        | 42        | 61        | Tiêu Trình Khiêm | Nicole       | Bị loại           |
| Xanh | 19        | 42        | 61        | Triệu Tụng Nghi  | Maggie       | Thăng cấp         |

| Tập | Thứ tự biểu diễn    | Đội  | Tên học viên | Bài hát biểu diễn                                       | Hát gốc                                                     | Điểm | Đội thắng trong hiệp |
| --- | ------------------- | ---- | --- | ------------------------------------------------------- | ----------------------------------------------------------- | ---- | -------------------- |
| 9   | INTRO (Mở màn)      | Đỏ   | Đánh trống: Triệu Tử Nặc (Sabrina) Hát nhảy: XiX, Văn Tá Khuông (Sean), Trần Tấn Hiên (Jason), Bành Gia Hiền (Zayden)                                                           | 天才與白痴/ Thiên tài và đần độn (ft Uptown Funk)       | Hứa Quán Kiệt                                               | 15   | Đội đỏ               |
| 9   | INTRO (Mở màn)      | Xanh | Hát chính + Violon: Huỳnh Lạc Nghiên (Janess) Hát chính: Triệu Tiểu Đình (Pamela), Triệu Tụng Nghi (Maggie), Lưu Vịnh Đồng (Angel)                                              | 浮誇/ Khoa trương                                       | Trần Dịch Tấn                                               | 10   | Đội đỏ               |
| 9   | Bài hát của năm     | Xanh | Huỳnh Lạc Nghiên (Janess) | 情深說話未曾講/ Những lời yêu thương chưa từng nói      | Lê Minh                                                     | 9    | Đội đỏ               |
| 9   | Bài hát của năm     | Đỏ   | Nhậm Khải Tình (Jasmine) | 歡樂今宵/ Đêm nay vui sướng                             | Cổ Cự Cơ                                                    | 16   | Đội đỏ               |
| 9   | Power Medley        | Đỏ   | Văn Tá Khuông (Sean), Giang Đình Tuệ (Vivian), Trần Tấn Hiên (Jason), Nhậm Khải Tình (Jasmine), XiX                                                                             | 激光中/ Tia laze Dynamite 流非飛/ Chảy không bay        | La Văn BTS Vương Phi                                        | 16   | Đội đỏ               |
| 10  | Power Medley        | Xanh | Trần Hạo Đình (Timothy) Tiêu Trình Khiêm (Nicole) Hầu Tuyển Hy (Duncan), Lưu Vịnh Đồng (Angel)                                                                                  | 拒绝再玩/ Từ chối chơi lại 壞女孩/ Gái hư Trouble Maker | Trương Quốc Vinh Mai Diễm Phương Trouble Maker              | 9    | Đội đỏ               |
| 10  | Khách mời đối xướng | Xanh | Triệu Tụng Nghi (Maggie), Lâm Quân Liên (Kaitlyn) | 黑色柳丁/ Quả cam màu đen                               | Đào Triết                                                   | 16   | Đội xanh             |
| 10  | Khách mời đối xướng | Đỏ   | Triệu Tử Nặc (Sabrina), Chung Nhu Mỹ (Yumi) | 舞娘/ Vũ nuơng                                          | Thái Y Lâm                                                  | 9    | Đội xanh             |
| 10  | ENCORE (Kết màn)    | Đỏ   | Triệu Tử Nặc (Sabrina), Trần Tấn Hiên (Jason), Bành Gia Hiền (Zayden), Nhậm Khải Tình(Jasmine), Giang Đình Tuệ (Vivian), XiX, Văn Tá Khuông (Sean)                              | We Will Rock You We Are the Champions                   | Queen                                                       | 8    | Đội xanh             |
| 10  | ENCORE (Kết màn)    | Xanh | Triệu Tiểu Đình (Pamela), Trần Hạo Đình (Timothy), Huỳnh Lạc Nghiên (Janees), Lưu Vịnh Đồng (Angel), Hầu Tuyển Hy (Duncan), Tiêu Trình Khiêm (Nicole), Triệu Tụng Nghi (Maggie) | A Million Dreams 青春頌/ Thanh xuân tụng                | Ziv Zaifman、Hugh Jackman、Michelle Williams Hứa Đình Khanh | 17   | Đội xanh             |

### Tập 11 - 12: Hợp xướng đối chiến (loại 2 người, top 10 ra đời)
- Đội xanh, đỏ tiến hành đấu vòng 3, vòng thi đấu này các giám chế và huấn luyện viên hai đội sẽ tham gia thi đấu. Chia thành sáu hiệp, bao gồm ba hiệp huấn luyện viên và học viên hợp xướng, giám chế và học viên hợp xướng, một vòng hợp xướng cho thành viên hai đội, còn có hợp xướng giữa hai học viên ưu tú của hai đội.
- Hai bên sẽ cử người ra biểu diễn ở mỗi hiệp, sau đó 25 vị giám khảo chuyên môn sẽ bỏ phiếu để chọn ra đội xuất sắc hơn trong mỗi hiệp. Cuối cùng, đội có tổng số phiếu bầu cao hơn là đội chiến thắng, tất cả các thành viên đội thắng sẽ thăng cấp, đội thua sẽ bị loại 2 học viên bởi giám chế và huấn luyện viên của đội đó quyết định. Trải qua vòng này, top 10 học viên sẽ được thuận lợi ra đời.

| Đội  | Tổng điểm | Tổng điểm | Tổng điểm | Tên học viên     | Tên học viên | Kết quả cuối cùng |
| Đội  | Tập 11    | Tập 12    | Cả trận   | Tên học viên     | Tên học viên | Kết quả cuối cùng |
| ---- | --------- | --------- | --------- | ---------------- | ------------ | ----------------- |
| Đỏ   | 24        | 37        | 61        | Triệu Tử Nặc     | Sabrina      | Thăng cấp         |
| Đỏ   | 24        | 37        | 61        | Trần Tấn Hiên    | Jason        | Bị loại           |
| Đỏ   | 24        | 37        | 61        | Bành Gia Hiền    | Zayden       | Thăng cấp         |
| Đỏ   | 24        | 37        | 61        | Nhậm Khải Tình   | Jasmine      | Thăng cấp         |
| Đỏ   | 24        | 37        | 61        | Giang Đình Tuệ   | Vivian       | Bị loại           |
| Đỏ   | 24        | 37        | 61        | XiX              | XiX          | Thăng cấp         |
| Đỏ   | 24        | 37        | 61        | Văn Tá Khuông    | Sean         | Thăng cấp         |
| Xanh | 51        | 38        | 89        | Triệu Tiểu Đình  | Pamela       | Cả đội thăng cấp  |
| Xanh | 51        | 38        | 89        | Huỳnh Lạc Nghiên | Janees       | Cả đội thăng cấp  |
| Xanh | 51        | 38        | 89        | Lưu Vịnh Đồng    | Angel        | Cả đội thăng cấp  |
| Xanh | 51        | 38        | 89        | Hầu Tuyển Hy     | Duncan       | Cả đội thăng cấp  |
| Xanh | 51        | 38        | 89        | Triệu Tụng Nghi  | Maggie       | Cả đội thăng cấp  |

| Tập | Thứ tự biểu diễn | Đội  | Tên học viên                      | Tên học viên     | Bài hát biểu diễn                    | Hát gốc                      | Điểm | Đội thắng trong hiệp |
| --- | ---------------- | ---- | --------------------------------- | ---------------- | ------------------------------------ | ---------------------------- | ---- | -------------------- |
| 11  | 1                | Đỏ   | Văn Tá Khuông, Vịnh Nhi           | Sean, Vincy      | 愛如潮水/ Yêu như thủy triều         | Trương Tín Triết             | 7    | Đội xanh             |
| 11  | 1                | Xanh | Lưu Vịnh Đồng, Bố Chí Luân        | Angel, Alan      | 網絡安全隱患/ Rủi ro an toàn mạng    | Serrini                      | 18   | Đội xanh             |
| 11  | 2                | Xanh | Triệu Tụng Nghi, Lâm Nhị Vấn      | Maggie, Eman     | 忘記他/ Quên anh ấy                  | Đặng Lệ Quân                 | 12   | Đội đỏ               |
| 11  | 2                | Đỏ   | Triệu Tử Nặc, Lý Hạnh Nghê        | Sabrina, Gin Lee | 先哭為敬/ Khóc vì kính trọng         | Trịnh Hân Nghi               | 13   | Đội đỏ               |
| 11  | 3                | Đỏ   | Trần Tấn Hiên, Giang Đình Tuệ     | Jason, Vivian    | 小心地滑/ Cẩn thận sàn ướt           | Trương Thiên Phú             | 4    | Đội xanh             |
| 11  | 3                | Xanh | Triệu Tiểu Đình, Huỳnh Lạc Nghiên | Pamela, Janees   | 依然/ Như cũ                         | Lâm Ức Liên                  | 21   | Đội xanh             |
| 12  | 4                | Xanh | Hầu Tuyển Hy, Vương Hạo Nhi       | Duncan, JW       | 你最珍貴/ Em trân quý nhất           | Trương Học Hữu, Cao Tuệ Quân | 9    | Đội đỏ               |
| 12  | 4                | Đỏ   | Bành Gia Hiền, Lâm Dịch Khuông    | Zayden, Phil     | 安徒生的錯/ Sai lầm của Andersen     | Lâm Dịch Khuông              | 16   | Đội đỏ               |
| 12  | 5                | Đỏ   | Nhậm Khải Tình                    | Jasmine          | 喜歡你/ Thích anh + 情人/ Người tình | Beyond                       | 14   | Đội đỏ               |
| 12  | 5                | Xanh | Triệu Tiểu Đình                   | Pamela           | 喜歡你/ Thích anh + 情人/ Người tình | Beyond                       | 11   | Đội đỏ               |
| 12  | 6                | Xanh | Huỳnh Lạc Nghiên, Trần Hoán Nhân  | Janess, Hanjin   | 閉目入神/ Nhắm mắt mê mẫn            | Trịnh Trung Cơ               | 18   | Đội xanh             |
| 12  | 6                | Đỏ   | XiX, Quách Vỹ Lượng               | XiX, Eric Kwok   | 重口味/ Mùi vị nặng                  | Trần Dịch Tấn                | 7    | Đội xanh             |

### Tập 13 - 14: Đấu giành chỗ top 5 - Bán kết (loại 5 người, top 5 ra đời)
- Học viên top 10 dựa theo thứ hạng bảng nhân khí học viên trước khi ghi hình chương trình để tiến hành đấu loại 1 chọi 1, do 25 giám khảo chuyên nghiệp tiến hành bỏ phiếu, bên nào có số đèn cao hơn sẽ trực tiếp vào top 5, bên còn lại sẽ bị loại. Trải qua vòng này, top 5 học viên sẽ được thuận lợi ra đời.
- Ngoại trừ Kim Vĩnh Hành, các học viên bị loại khác đều tham dự vòng thi này; huấn luyện viên Lâm Dịch Khuông vì bận việc nên không thể tham dự.

| Tập | Thứ tự biểu diễn | Tên học viên     | Tên học viên | Huấn luyện viên cá nhân | Bài hát biểu diễn                    | Hát gốc           | Điểm | Kết quả   | Học viên thăng cấp |
| --- | ---------------- | ---------------- | ------------ | ----------------------- | ------------------------------------ | ----------------- | ---- | --------- | ------------------ |
| 13  | 1                | Văn Tá Khuông    | Sean         | Vịnh Nhi                | Can't Stop The Feeling               | Justin Timberlake | 5    | Bị loại   | Nhậm Khải Tình     |
| 13  | 1                | Nhậm Khải Tình   | Jasmine      | Lý Hạnh Nghê            | 這麽近那麽遠/ Gần như vậy xa như thế | Trương Học Hữu    | 20   | Thăng cấp | Nhậm Khải Tình     |
| 13  | 2                | Hầu Tuyển Hy     | Duncan       | Bố Chí Luân             | 愛你/ Yêu em                         | Hứa Chí An        | 0    | Bị loại   | Triệu Tử Nặc       |
| 13  | 2                | Triệu Tử Nặc     | Sabrina      | Lâm Dịch Khuông         | Rolling In The Deep                  | Adele             | 25   | Thăng cấp | Triệu Tử Nặc       |
| 13  | 3                | Lưu Vịnh Đồng    | Angel        | Bố Chí Luân             | 餓狼傳說/ Truyền thuyết sói đói      | Trương Học Hữu    | 6    | Bị loại   | XiX                |
| 14  | 3                | XiX              | XiX          | Vịnh Nhi                | Nobody                               | Wonder Girls      | 19   | Thăng cấp | XiX                |
| 14  | 4                | Triệu Tụng Nghi  | Maggie       | Lâm Nhị Vấn             | 精神分裂/ Tâm thần phân liệt         | Ngô Trác Nguyên   | 6    | Bị loại   | Triệu Tiểu Đình    |
| 14  | 4                | Triệu Tiểu Đình  | Pamela       | Vương Hạo Nhi           | 電燈膽/ Bóng đèn điện                | Đặng Lệ Hân       | 19   | Thăng cấp | Triệu Tiểu Đình    |
| 14  | 5                | Bành Gia Hiền    | Zayden       | Lâm Dịch Khuông         | 阿士匹靈/ Aspirin                    | Trần Dịch Tấn     | 2    | Bị loại   | Huỳnh Lạc Nghiên   |
| 14  | 5                | Huỳnh Lạc Nghiên | Janees       | Vương Hạo Nhi           | 溝渠暢泳/ Bơi trong mương            | Vịnh Nhi          | 23   | Thăng cấp | Huỳnh Lạc Nghiên   |

### Tập 15: Chung kết (trực tiếp)
- Chung kết "Thanh mộng truyền kỳ 2" được tổ chức tại Thiệu Thị ảnh thành lúc 20 giờ 30 phút (Giờ Hồng Kông) ngày 2 tháng 10 năm 2022, được trực tiếp trên kênh TVB Jade, do Sâm Mỹ dẫn chương trình.
- Chung kết chia thành hai hiệp, học viên phải chuẩn bị trước hai bài hát mang phong cách khác nhau. Hiệp 1, năm học viên tự biểu diễn một bài hát, do 25 giám khảo âm nhạc chuyên nghiệp ấn đèn chấm điểm, cộng số phiếu bầu giám khảo và phiếu bầu khán giả, hai học viên có tổng điểm cao nhất sẽ thăng cấp hiệp 2. Ở hiệp quyết định, hai thí sinh lần lượt hát đơn ca, do giám khảo chuyên nghiệp ấn đèn chấm điểm tại chỗ và phiếu bầu khán giả, người có phiếu bầu cao nhất sẽ trở thành Truyền kỳ tân tinh "Thanh mộng truyền kỳ 2", cũng được bài hát hoàn toàn mới do chính hai giám chế Quách Vỹ Lượng và Trần Hoán Nhân sáng tác. Học viên hạng 4 và hạng 5 được nhận "Giải biểu hiện ưu tú", công nhận thành tích tốt của họ.
- "Thanh mộng truyền 2" đặc biệt thêm "Giải tiến bộ vượt bậc" do các giám chế và huấn luyện viên đội xanh, đỏ chọn ra từ học viên top 10 bị loại ở bán kết, để động viên và khen ngợi sự tiến bộ và nỗ lực của các em.
- Học viên tham gia thi đấu (Top 5 cuối cùng): Nhậm Khải Tình, Huỳnh Lạc Nghiên, Triệu Tử Nặc, XiX, Triệu Tiểu Đình.
- Khách mời tham dự: Các huấn luyện viên mùa 2 (trừ Vịnh Nhi), các học viên tốt nghiệp mùa 1 và các học viên mùa 2 (trừ Triệu Tụng Nghi).
- Khách mời biểu diễn: Viêm Minh Hy (hát bài "真話的清高/ Thanh cao của sự thật").
- Biểu diễn mở màn: Các học viên mùa 2 (trừ Triệu Tụng Nghi) hợp xướng "我超越我/ Tôi vượt qua tôi".

| Thứ tự biểu diễn | Tên học viên     | Tên học viên | Bài hát biểu diễn                             | Hát gốc         | Điểm giám khảo | % khán giả | Điểm tích lũy được | Kết quả cuối cùng                |
| Hiệp 1           | Hiệp 1           | Hiệp 1       | Hiệp 1                                        | Hiệp 1          | Hiệp 1         | Hiệp 1     | Hiệp 1             | Hiệp 1                           |
| ---------------- | ---------------- | ------------ | --------------------------------------------- | --------------- | -------------- | ---------- | ------------------ | -------------------------------- |
| 1                | Huỳnh Lạc Nghiên | Janees       | 聽海/ Nghe biển                               | Truơng Huệ Muội | 20 (8.00%)     | 14.93%     | 22.93%             | Thăng cấp                        |
| 2                | Triệu Tiểu Đình  | Pamela       | 味道/ Mùi vị                                  | Tân Hiểu Kỳ     | 14 (5.57%)     | 4.316%     | 9.886%             | Hạng 5 (Giải biểu hiện ưu tú)    |
| 3                | XiX              | XiX          | @princejoyce                                  | Trịnh Hân Nghi  | 22 (8.86%)     | 7.97%      | 16.83%             | Điện quân (Giải biểu hiện ưu tú) |
| 4                | Triệu Tử Nặc     | Sabrina      | 我要我們在一起/ Em muốn chúng ta ở bên nhau   | Phạm Hiểu Huyên | 22 (8.86%)     | 10.67%     | 19.53%             | Quý quân                         |
| 5                | Nhậm Khải Tình   | Jasmine      | 我等到花兒也謝了/ Em đợi đến nỗi hoa cũng tàn | Trương Học Hữu  | 21 (8.43%)     | 11.97%     | 20.4%              | Thăng cấp                        |
| Hiệp 2           |                  |              |                                               |                 |                |            |                    |                                  |
| 1                | Huỳnh Lạc Nghiên | Janees       | Bad Boy                                       | Trương Huệ Muội | 15 (15%)       | 27.72%     | 42.71%             | Á quân                           |
| 2                | Nhậm Khải Tình   | Jasmine      | 瘋了/ Điên rồi                                | Lâm Ức Liên     | 21 (21%)       | 22.28%     | 43.28%             | Quán quân                        |

| Thứ tự | Tên giải thưởng                | Tên giải thưởng                | Học viên đoạt giải | Khách mời trao giải          |
| ------ | ------------------------------ | ------------------------------ | ------------------ | ---------------------------- |
| 1      | Giải tiến bộ vượt bậc          | Giải tiến bộ vượt bậc          | Văn Tá Khuông      | Eric Kwok                    |
| 1      | Giải tiến bộ vượt bậc          | Giải tiến bộ vượt bậc          | Lưu Vịnh Đồng      | Trần Hoán Nhân               |
| 2      | Giải biểu hiện ưu tú           | Hạng 5                         | Triệu Tiểu Đình    | Trần Hoán Nhân               |
| 2      | Giải biểu hiện ưu tú           | Điện quân                      | XiX                | Eric Kwok                    |
| 3      | Quý quân                       | Quý quân                       | Triệu Tử Nặc       | Eric Kwok                    |
| 4      | Á quân                         | Á quân                         | Huỳnh Lạc Nghiên   | Diêu Trác Phi, Lạc Dịch Linh |
| 5      | Quán quân "Truyền kỳ tân tinh" | Quán quân "Truyền kỳ tân tinh" | Nhậm Khải Tình     | Viêm Minh Hy, Tăng Chí Vỹ    |

## Đấu đá sân nước ngoài
Đấu đá sân nước ngoài "Thanh mộng truyền kỳ 2" (《聲夢傳奇2》海外踢館賽), phát sóng ngày 5 tháng 11 và 12 tháng 11 năm 2022 lúc 20 giờ 30 phút trên kênh TVB Jade, chương trình được tổ chức tại Thiệu Thị ảnh thành, do Sâm Mỹ dẫn chương trình.
- 7 học viên giao lưu ở nước ngoài của "Thanh mộng truyền kỳ 2" Malaysia và Australia cùng với 7 học viên tốt nghiệp của "Thanh mộng truyền kỳ 2" khu đấu Hồng Kông tiến hành giao lưu âm nhạc chuyên nghiệp.
- Giám chế Quách Vỹ Lượng, Đàm Hoán Nhân, huấn luyện viên Vịnh Nhi, Lâm Dịch Khuông, Vương Hạo Nhi, Lâm Nhị Vấn.
- Hai học viên tốt nghiệp mùa 1 Trương Trì Hào và Phan Tĩnh Văn sẽ dẫn đầu 2 đội thi đấu nhiều hiệp, tranh chức quán quân đồng đội Đấu đá sân nước ngoài "Thanh mộng truyền kỳ 2", giải sức hút sân khấu (2 người). Quán quân nhận được 200.000 tiền thưởng.
- Khách mời tham dự: Các học viên tốt nghiệp 2 mùa.
- Khách mời biểu diễn: Tiển Tĩnh Phong, Đàm Gia Nghi
- Truyền kỳ tân tinh "Thanh mộng truyền kỳ 2" Nhậm Khải Tình lần đầu hát tặng bài hát ra mắt "Breath Away".

| Đội        | Điểm nửa trận đầu | Điểm nửa trận sau | Tổng điểm | Tên học viên     | Tên học viên | Khu vực đại diện |
| ---------- | ----------------- | ----------------- | --------- | ---------------- | ------------ | ---------------- |
| DREAM TEAM | 2                 | 2                 | 4         | Bành Tường Việt  | Xair         | Kuala Lumpur     |
| DREAM TEAM | 2                 | 2                 | 4         | Lương Thần Ngữ   | Zev          | Sabah            |
| DREAM TEAM | 2                 | 2                 | 4         | Vương Tử Vy      | Ziwei        | Ipoh             |
| DREAM TEAM | 2                 | 2                 | 4         | Trần Hoằng Thăng | Vincent      | Kuala Lumpur     |
| DREAM TEAM | 2                 | 2                 | 4         | Phan Kiền Chính  | Zentson      | Selangor         |
| DREAM TEAM | 2                 | 2                 | 4         | Tôn Giai Lợi     | Lorraine     | Brisbane         |
| DREAM TEAM | 2                 | 2                 | 4         | Tưởng Thấm Hân   | Gina         | Tây Úc           |
| STAR TEAM  | 5                 | 5                 | 10        | Nhậm Khải Tình   | Jasmine      | Hồng Kông        |
| STAR TEAM  | 5                 | 5                 | 10        | Huỳnh Lạc Nghiên | Janees       | Hồng Kông        |
| STAR TEAM  | 5                 | 5                 | 10        | Triệu Tử Nặc     | Sarbina      | Hồng Kông        |
| STAR TEAM  | 5                 | 5                 | 10        | XiX              |              | Hồng Kông        |
| STAR TEAM  | 5                 | 5                 | 10        | Triệu Tiểu Đình  | Pamela       | Hồng Kông        |
| STAR TEAM  | 5                 | 5                 | 10        | Văn Tá Khuông    | Sean         | Hồng Kông        |
| STAR TEAM  | 5                 | 5                 | 10        | Lưu Vịnh Đồng    | Angel        | Hồng Kông        |

| Tập | Thứ tự biểu diễn | Đội        | Họ tên                                                                          | Họ tên                             | Bài hát biểu diễn                                 | Hát gốc         |
| --- | ---------------- | ---------- | ------------------------------------------------------------------------------- | ---------------------------------- | ------------------------------------------------- | --------------- |
| 1   | 1                | Star Team  | Huỳnh Lạc Nghiên                                                                | Janees                             | 愛是永恆/ Yêu là vĩnh hằng                        | Trương Học Hữu  |
| 1   | 1                | Dream Team | Tưởng Thấm Hân                                                                  | Gina                               | 愛是永恆/ Yêu là vĩnh hằng                        | Trương Học Hữu  |
| 1   | 2                | Star Team  | Lưu Vịnh Đồng, Tiển Tĩnh Phong                                                  | Angel, Archie                      | 紀念日/ Ngày kỷ niệm                              | Trần Tuệ Lâm    |
| 1   | 2                | Dream Team | Phan Kiền Chính, Trương Trì Hào                                                 | Zentson, Aska                      | 刻在我心底的名字/ Cái tên khắc sâu trong lòng anh | Lư Quảng Trọng  |
| 1   | 3                | Dream Team | Tôn Giai Lợi                                                                    | Lorraine                           | Can't Take My Eyes Off You                        | Frankie Valli   |
| 1   | 3                | Star Team  | XiX                                                                             | XiX                                | 在我生命裡/ Trong cuộc sống của tôi               | La Văn          |
| 1   | 4                | Dream Team | Tôn Giai Lợi, Tưởng Thấm Hân                                                    | Lorraine, Gina                     | 普通朋友/ Bạn bè bình thường                      | Đào Triết       |
| 1   | 4                | Star Team  | Huỳnh Lạc Nghiên, Triệu Tiểu Đình                                               | Janees, Pamela                     | 大會堂演奏廳/ Sảnh diễn tấu tòa thị chính         | Lý Khắc Cần     |
| 1   | 5                | Dream Team | Bành Tường Việt                                                                 | Xair                               | 囍帖街/ Phố thiệp mừng                            | Tạ An Kỳ        |
| 1   | 5                | Star Team  | Nhậm Khải Tình                                                                  | Jasmine                            | 是但求其愛                                        | Trần Dịch Tấn   |
| 2   | 6                | Dream Team | Lương Thần Ngữ                                                                  | Zev                                | 讓我一次愛個夠/ Để em yêu một lần cho đủ          | Dữu Trừng Khánh |
| 2   | 6                | Star Team  | Triệu Tử Nặc                                                                    | Sabrina                            | Roar                                              | Katy Perry      |
| 2   | 7                | Dream Team | Trần Hoằng Thăng, Bành Tường Việt, Vương Tử Vy, Phan Kiền Chính                 | Vincent, Xair, Ziwei, Zentson      | 小情歌/ Tiểu tình ca                              | Tô Đả Lục       |
| 2   | 7                | Star Team  | Văn Tá Khuông, Kim Vĩnh Hành, Trần Hạo Đình, Hầu Tuyển Hy                       | Sean, Christopher, Timothy, Duncan | My Zone                                           | /               |
| 2   | 8                | Star Team  | Vương Tử Vy                                                                     | Ziwei                              | Can You Hear                                      | Đàm Gia Nghi    |
| 2   | 8                | Dream Team | Triệu Tiểu Đình                                                                 | Pamela                             | Can You Hear                                      | Đàm Gia Nghi    |
| 2   | 9                | Star Team  | XiX                                                                             | XiX                                | 那些年/ Những tháng năm ấy                        | Hồ Hạ           |
| 2   | 9                | Dream Team | Bành Tường Việt, Lương Thần Ngữ, Vương Tử Vy, Trần Hoằng Thăng, Phan Kiền Chính | Xair, Zev, Ziwei, Vincent, Zentson | 童話/ Cổ tích                                     | Quang Lương     |

| Thứ tự | Tên giải thưởng                                                   | Học viên đoạt giải                                                                                             |
| ------ | ----------------------------------------------------------------- | --- |
| 1      | Quán quân đồng đội Đấu đá sân nước ngoài "Thanh mộng truyền kỳ 2" | STAR TEAM (Nhậm Khải Tình, Huỳnh Lạc Nghiên, Triệu Tử Nặc, XiX, Triệu Tiểu Đình, Văn Tá Khuông, Lưu Vịnh Đồng) |
| 2      | Giải sức hút sân khấu                                             | XiX |

## Chương trình đặc biệt

### Thanh mộng truyền kỳ 2 Triệu tập top 5 cuối cùng
Thanh mộng truyền kỳ 2 Triệu tập top 5 cuối cùng (聲夢傳奇2 終極五強召集), phát sóng ngày 1 tháng 10 năm 2022 lúc 21 giờ trên kênh TVB Jade.
| Mã số bỏ phiếu | Tên học viên     | Tên học viên | Bài hát biểu diễn                    | Học viên hát gốc | Ca sĩ hát gốc   |
| -------------- | ---------------- | ------------ | ------------------------------------ | ---------------- | --------------- |
| 1              | Triệu Tử Nặc     | Sabrina      | Dynamite                             | XiX              | BTS             |
| 3              | Triệu Tiểu Đình  | Pamela       | 這麽近那麽遠/ Gần như vậy xa như thế | Nhậm Khải Tình   | Trương Học Hữu  |
| 8              | Huỳnh Lạc Nghiên | Janees       | 電燈膽/ Bóng đèn điện                | Triệu Tiểu Đình  | Đặng Lệ Hân     |
| 9              | Nhậm Khải Tình   | Jasmine      | 人質/ Con tin                        | Triệu Tử Nặc     | Trương Huệ Muội |
| 10             | XiX              | XiX          | 溝渠暢泳/ Bơi trong mương            | Huỳnh Lạc Nghiên | Vịnh Nhi        |

### Thanh mộng truyền kỳ 2 Truyền kỳ ra đời
Thanh mộng truyền kỳ 2 Truyền kỳ ra đời (聲夢傳奇2 傳奇誕生), phát sóng ngày 2 tháng 10 năm 2022 lúc 22 giờ 15 phút đến 22 giờ 30 phút trên kênh TVB Jade.

## Bảng nhân khí học viên
Chương trình kỳ này mở thêm bảng nhân khí học viên, có thể bình chọn cho học viên mỗi ngày, danh sách mới nhất được cập nhật vào mỗi thứ Sáu hàng tuần, mười hai vòng bỏ phiếu chính thức kết thúc vào ngày 3 tháng 9 năm 2022.
| Hiệp | Hạng 1          | Hạng 2          | Hạng 3          | Hạng 4           | Hạng 5           |
| ---- | --------------- | --------------- | --------------- | ---------------- | ---------------- |
| 1    | Triệu Tiểu Đình | XiX             | Nhậm Khải Tình  | Triệu Tử Nặc     | Huỳnh Lạc Nghiên |
| 2    | XiX             | Triệu Tiểu Đình | Nhậm Khải Tình  | Lưu Vịnh Đồng    | Triệu Tử Nặc     |
| 3    | XiX             | Nhậm Khải Tình  | Triệu Tử Nặc    | Triệu Tiểu Đình  | Lưu Vịnh Đồng    |
| 4    | Nhậm Khải Tình  | Triệu Tử Nặc    | XiX             | Lưu Vịnh Đồng    | Triệu Tiểu Đình  |
| 5    | Nhậm Khải Tình  | XiX             | Triệu Tử Nặc    | Huỳnh Lạc Nghiên | Triệu Tiểu Đình  |
| 6    | Nhậm Khải Tình  | Triệu Tử Nặc    | XiX             | Huỳnh Lạc Nghiên | Triệu Tiểu Đình  |
| 7    | Nhậm Khải Tình  | Triệu Tử Nặc    | XiX             | Triệu Tụng Nghi  | Triệu Tiểu Đình  |
| 8    | Nhậm Khải Tình  | Triệu Tử Nặc    | XiX             | Triệu Tụng Nghi  | Triệu Tiểu Đình  |
| 9    | Nhậm Khải Tình  | Triệu Tử Nặc    | XiX             | Triệu Tiểu Đình  | Triệu Tụng Nghi  |
| 10   | Nhậm Khải Tình  | XiX             | Triệu Tử Nặc    | Triệu Tiểu Đình  | Huỳnh Lạc Nghiên |
| 11   | Nhậm Khải Tình  | XiX             | Triệu Tiểu Đình | Triệu Tử Nặc     | Huỳnh Lạc Nghiên |
| 12   | Nhậm Khải Tình  | XiX             | Triệu Tiểu Đình | Triệu Tử Nặc     | Huỳnh Lạc Nghiên |

## Truyền kỳ tân tinh "Thanh mộng truyền kỳ 2"
Chương trình kỳ này từ cuộc cạnh tranh top 10 bắt đầu cho phép khán giả bình chọn Truyền kỳ tân tinh "Thanh mộng truyền kỳ 2", khán giả có thể thay đổi đối tượng bình chọn không giới hạn số lần trong suốt thời gian bình chọn, chỉ tinh ở lần nộp cuối cùng. Bình chọn sẽ kết thúc vào Chủ nhật ngày 2 tháng 10 năm 2022 khi người dẫn chương trình thông báo kết thúc bình chọn trong đêm chung kết.
| Hiệp               | Ngày công bố     | Top 3 học viên số phiếu cao nhất (không phân trước sau) | Top 3 học viên số phiếu cao nhất (không phân trước sau) | Top 3 học viên số phiếu cao nhất (không phân trước sau) |
| ------------------ | ---------------- | ------------------------------------------------------- | ------------------------------------------------------- | ------------------------------------------------------- |
| 1                  | 17/9/2022        | Triệu Tiểu Đình                                         | Nhậm Khải Tình                                          | XiX                                                     |
| 2                  | 25/9/2022        | Triệu Tử Nặc                                            | Nhậm Khải Tình                                          | XiX                                                     |
| Tốc báo mỗi ngày   | 26/9 - 2/10/2022 | Triệu Tử Nặc                                            | Huỳnh Lạc Nghiên                                        | Nhậm Khải Tình                                          |
| Tốc báo mỗi ngày   | 2/10/2022        | Triệu Tử Nặc                                            | Huỳnh Lạc Nghiên                                        | Nhậm Khải Tình                                          |
| Học viên đoạt giải | Nhậm Khải Tình   | Nhậm Khải Tình                                          | Nhậm Khải Tình                                          |                                                         |

## Nhất ca chiến báo
Bảng xếp hạng các bài hát của các tập đơn và đầy đủ có lượt xem tích lũy cao nhất hàng tuần trên Youtube (Từ lúc hết chương trình mỗi tối thứ Bảy đến tối thứ Năm tuần sau). "Nhất ca nhất ca" (一歌一哥) tính toán thời gian xem tối đa tích lũy của một bài hát kể từ khi nó được tải lên YouTube, thông tin sẽ được cập nhật trên trang Facebook của TVB, Thanh mộng truyền kỳ, Đại gia lạc mỗi tối thứ Bảy hàng tuần.
| Vòng | Hạng 1                                                                 | Hạng 2 | Hạng 3 | Nhất ca nhất ca                       |
| ---- | ---------------------------------------------------------------------- | --- | --- | ------------------------------------- |
| 1    | Candy Ball - XiX                                                       | Poker Face - Lưu Chỉ Quân@XiX, Triệu Tử Nặc, Tiêu Trình Khiêm, Nhậm Khải Tình                                      | 可惜我是水瓶座/ Đáng tiếc em là cung Bảo Bình - Lương Chỉ Tinh, Triệu Tiểu Đình, Giang Đình Tuệ                                                                      | Candy Ball - XiX                      |
| 2    | 說散就散/ Nói xa là xa - Triệu Tử Nặc                                  | 玉蝴蝶/ Ngọc hồ điệp - Nhậm Khải Tình                                                                              | I Wish - Lương Chỉ Tinh | 說散就散/ Nói xa là xa - Triệu Tử Nặc |
| 3    | 愛與誠/ Tình yêu và chân thành - Bành Gia Hiền                         | You Raise Me Up - Tiêu Trình Khiêm                                                                                 | 你瞞我瞞/ Em lừa tôi dối - Trần Hạo Đình | 說散就散/ Nói xa là xa - Triệu Tử Nặc |
| 4    | Me Gustas Tu - XiX                                                     | 我的心里只有你没有他/ Trong lòng em chỉ có anh không có anh ta - Triệu Tụng Nghi                                   | 留底锁匙/ Giữ lại chìa khóa - Huỳnh Lạc Nghiên | 說散就散/ Nói xa là xa - Triệu Tử Nặc |
| 5    | 3AM - Nhậm Khải Tình                                                   | 靈魂相認/ Linh hồn gặp gỡ - Triệu Tiểu Đình                                                                        | 讓一切隨風/ Để tất cả đi theo gió - Lưu Vịnh Đồng | 說散就散/ Nói xa là xa - Triệu Tử Nặc |
| 6    | 人質/ Con tin - Triệu Tử Nặc                                           | 垃圾/ Rác rưởi - Trần Hạo Đình                                                                                     | 超能力/ Siêu năng lực - Lưu Chỉ Quân@XiX, Lương Thiện Tri@XiX, Mậu Quân Hy@XiX, Trang Ân Nguyệt@XiX                                                                  | 說散就散/ Nói xa là xa - Triệu Tử Nặc |
| 7    | If I Ain't Got You - Đặng Hiểu Ân@XiX, Dương Bỉnh Di@XiX               | Ice Ice Baby - Văn Tá Khuông                                                                                       | 青春常駐/ Thanh xuân thường trú - Bành Gia Hiền | 說散就散/ Nói xa là xa - Triệu Tử Nặc |
| 8    | 歡樂今宵/ Đêm nay vui sướng - Nhậm Khải Tình                           | 天才與白痴/ Thiên tài và đần độn (ft Uptown Funk) - Triệu Tử Nặc, XiX, Văn Tá Khuông, Trần Tấn Hiên, Bành Gia Hiền | Power medley: 激光中/ Tia laze, Dynamite, 流非飛/ Chảy không bay - Văn Tá Khuông, Giang Đình Tuệ, Trần Tấn Hiên, Nhậm Khải Tình, XiX                                 | 說散就散/ Nói xa là xa - Triệu Tử Nặc |
| 9    | 舞孃/ Vũ nương - Triệu Tử Nặc, Chung Nhu Mỹ                            | 黑色柳丁/ Quả cam màu đen - Triệu Tụng Nghi, Lâm Quân Liên                                                         | Encore: A Million Dreams, 青春頌/ Thanh xuân tụng - Triệu Tiểu Đình, Trần Hạo Đình, Huỳnh Lạc Nghiên, Lưu Vịnh Đồng, Hầu Tuyển Hy, Tiêu Trình Khiêm, Triệu Tụng Nghi | 說散就散/ Nói xa là xa - Triệu Tử Nặc |
| 10   | 先哭為敬/ Khóc vì kính trọng - Triệu Tử Nặc, Lý Hạnh Nghê              | 依然/ Như cũ - Triệu Tiểu Đình, Huỳnh Lạc Nghiên                                                                   | 忘記他/ Quên anh ấy - Triệu Tụng Nghi, Lâm Nhị Vấn | 說散就散/ Nói xa là xa - Triệu Tử Nặc |
| 11   | 喜歡你/ Thích anh + 情人/ Người tình - Triệu Tiểu Đình, Nhậm Khải Tình | 閉目入神/ Nhắm mắt mê mẫn - Huỳnh Lạc Nghiên, Trần Hoán Nhân                                                       | 重口味/ Mùi vị nặng - XiX, Quách Vỹ Lượng | 說散就散/ Nói xa là xa - Triệu Tử Nặc |
| 12   | Rolling In The Deep - Triệu Tử Nặc                                     | 這麽近那麽遠/ Gần như vậy xa như thế - Nhậm Khải Tình                                                              | 餓狼傳說/ Truyền thuyết sói đói - Lưu Vịnh Đồng | 說散就散/ Nói xa là xa - Triệu Tử Nặc |
| 13   | 溝渠暢泳/ Bơi trong mương - Huỳnh Lạc Nghiên                           | 電燈膽/ Bóng đèn điện - Triệu Tiểu Đình                                                                            | Nobody - XiX | 說散就散/ Nói xa là xa - Triệu Tử Nặc |
| 14   | 我要我們在一起/ Em muốn chúng ta ở bên nhau - Triệu Tử Nặc             | 瘋了/ Điên rồi - Nhậm Khải Tình                                                                                    | 我等到花兒也謝了/ Em đợi đến nỗi hoa cũng tàn - Nhậm Khải Tình | 說散就散/ Nói xa là xa - Triệu Tử Nặc |

## Nhạc chủ đề
Nhạc chủ đề "Tôi vượt qua tôi" (我超越我) của chương trình do học viên tốt nghiệp từ "Thanh mộng truyền kỳ" Trương Trì Hào viết nhạc và 4 học viên đã tốt nghiệp khác từ "Thanh mộng truyền kỳ" cùng người viết lời Dương Hy hợp tác viết lời, cũng do 23 học viên "Thanh mộng truyền kỳ 2" hát chính, ngụ ý là "Tân hỏa tương truyền" (truyền từ đời này sang đời khác).
Ngày 28/4/2022, bản chủ đề  "Tôi vượt qua tôi" (我超越我)  được phát hành thông qua các kênh Youtube "聲夢傳奇 STARS ACADEMY", "TVB (official)", "TVB 綜藝" và "See Saw 先".
Ngày 18/6/2022, MV hoàn chỉnh "Tôi vượt qua tôi" (我超越我) được phát hành sau tập 2 của chương trình cùng ngày thông qua kênh Youtube chính thức "聲夢傳奇 STARS ACADEMY".
| Nhạc chủ đề                | Viết lời                                                                       | Viết nhạc      | Biên khúc | Giám chế       | Trình bày                            | Thời lượng |
| -------------------------- | ------------------------------------------------------------------------------ | -------------- | --------- | -------------- | ------------------------------------ | ---------- |
| 我超越我/ Tôi vượt qua tôi | Trương Trì Hào (lời Rap), Lâm Quân Liên, Hà Tấn Lạc, Tiển Tĩnh Phong, Dương Hy | Trương Trì Hào | Đới Vỹ    | Lưu Dịch Thăng | 23 học viên "Thanh mộng truyền kỳ 2" | 3:08       |

## Ký sự
- Ngày 19/7/2021: Sau đêm chung kết "Thanh mộng truyền kỳ" mùa 1, "Thanh mộng truyền kỳ 2" lập tức chính thức triển khai chiêu mộ trực tuyến toàn cầu.[43][44][45][46]
- Ngày 14/11/2021: Chương trình tiến hành sơ tuyển, một số thí sinh mùa 1 Viêm Minh Hy, Diêu Trác Phi, Chung Nhu Mỹ, Chiêm Thiên Văn, Phan Tĩnh Văn, Văn Khải Đình, Lâm Quân Liên, Trương Trì Hào, Lâm Trí Lạc, Thái Khải Dĩnh làm khách mời biểu diễn tại Trung tâm Tướng Quân Áo. Cùng ngày, 10 trong số top 50 thí sinh của "Thanh mộng truyền kỳ 2" Kim Vĩnh Hành, Lương Hạo Hiên, Trần Hạo Đình, Trần Tấn Hiên, Lưu Vịnh Đồng, Lý Gia Tuệ, Lý Nhân Đồng, Lương Chỉ Tinh, Lâm Nhĩ Kỳ, An Ni lần đầu ra mắt trên sân khấu, cũng biểu diễn bài hát. Tổng tài hành chính Giải trí Tinh Mộng Hà Lệ Toàn tiết lộ với truyền thông, "Thanh mộng truyền kỳ 2" có hơn 1.000 người báo danh tham gia, tuyển chọn trước 50 học viên vào vòng trong, sau đó lại tiến hành vòng loại.[47]
- Ngày 27/3/2022: Sau chung kết của "Thanh mộng Junior" 4 thí sinh Lương Thiện Tri, Dương Bỉnh Di, Mậu Quân Hy và Đặng Hiểu Ân tuyển thẳng vào "Thanh mộng truyền kỳ 2".[48]
- Ngày 28/4/2022: "Thanh mộng truyền kỳ 2" họp báo công bố 23 thí sinh vào vòng trong,[49] một số thí sinh dự họp báo top 50 đã không lọt vào top 23.
- Ngày 19/5/2022: "Thanh mộng truyền kỳ 2" công bố sân khấu và thể chế, chương trình được chuyển đến Shaw Studio để ghi hình, lần đầu sử dụng sân khấu bốn mặt để biểu diễn, cũng lần đầu công khai đội hình các huấn luyện viên ca sĩ cấp sao.[50]
- Ngày 10/7/2022, 14 giờ: Tất cả 23 học viên xuất hiện tại Windsor House Vịnh Đồng La gặp mặt người hâm mộ, hoạt động do học viên tốt nghiệp "Thanh mộng truyền kỳ mùa 1" Hà Tấn Lạc và Phan Tĩnh Văn dẫn và hát tặng bài hát "Kỵ sĩ không bằng" (無證騎士) và "Càng khó càng yêu" (越難越愛). Top 3 học viên "Bảng nhân khí học viên - tuần 4" Nhậm Khải Tình, Triệu Tử Nặc và XiX cũng lần lượt biểu diễn hát "Ngọc hồ điệp" (玉蝴蝶), "Nói xa là xa" (說散就散) và "Candy Ball".[51]
- Ngày 7/8/2022, 14 giờ: Tất cả học viên "Thanh mộng truyền kỳ 2" (ngoại trừ Nhậm Khải Tình) xuất hiện tại Quảng trường Hollywood Toàn Thạch Sơn gặp mặt người hâm mộ, hoạt động do học viên tốt nghiệp "Thanh mộng truyền kỳ mùa 1" Hà Tấn Lạc và Văn Khải Đình dẫn và hát tặng bài hát "Câu chuyện của anh ấy" (他的故事)[52] và "Sương mù" (煙霞)[53]. Các học viên 2 đội Đỏ và Xanh cũng tiến hành trận PK tại chỗ "Hội diễn đấu Đỏ + Xanh", Triệu Tiểu Đình[54], Triệu Tử Nặc[55], Tiêu Trình Khiêm,[56] Văn Tá Khuông[57], Lưu Vịnh Đồng[58], XiX[59] biểu diễn trực tiếp.[60]
- Ngày 20/8/2022, 16 giờ: 15 học viên "Thanh mộng truyền kỳ 2" xuất hiện tại Quảng trường Mira Tiêm Sa Chủy gặp mặt người hâm mộ, hoạt động do học viên tốt nghiệp "Thanh mộng truyền kỳ mùa 1" Hà Tấn Lạc và Chiêm Thiên Văn dẫn và hát tặng, các học viên "Thanh mộng truyền kỳ 2" cũng biểu diễn tại chương trình.[61]
- Ngày 28/9/2022, 19 giờ 15 phút: Học viên top 5 xuất hiện tại buổi chiêu đãi phóng viên gặp gỡ truyền thông. cũng công bố thể lệ chung kết.
- Ngày 30/9/2022: Chuẩn bị cho chung kết, ca sĩ Trần Dịch Tấn truyền dạy kinh nghiệm thi đấu cho các học viên Thanh mộng và chụp hình chung.[62]
- Ngày 17/10/2022: "Thanh mộng truyền kỳ 2 Đấu đá sân nước ngoài" tổ chức buổi chiêu đãi phóng viên, khu đấu Hồng Kông cử 7 đơn vị đoạt giải  Nhậm Khải Tình, Huỳnh Lạc Nghiên, Triệu Tử Nặc, XiX, Triệu Tiểu Đình, Văn Tá Khuông, Lưu Vịnh Đồng ra trận.

## Tỷ suất xem đài
| Tập | Ngày phát sóng | Ratings phát sóng ở Hong Kong |
| --- | -------------- | ----------------------------- |
| 1   | 11/6/2022      | 12.1 điểm                     |
| 2   | 20/6/2022      | 11.1 điểm                     |
| 3   | 25/6/2022      | 12.5 điểm                     |
| 4   | 2/7/2022       | 13.8 điểm                     |
| 5   | 9/7/2022       | 12.7 điểm                     |
| 6   | 23/7/2022      | 11.6 điểm                     |
| 7   | 30/7/2022      | Chưa công bố rating           |
| 8   | 6/8/2022       | Chưa công bố rating           |
| 9   | 13/8/2022      | Chưa công bố rating           |
| 10  | 27/8/2022      | Chưa công bố rating           |
| 11  | 3/9/2022       | Chưa công bố rating           |
| 12  | 10/9/2022      | Chưa công bố rating           |
| 13  | 17/9/2022      | 16.4 điểm                     |
| 14  | 24/9/2022      | Chưa công bố rating           |
| 15  | 2/10/2022      | 17.9 điểm                     |

## Tác phẩm âm nhạc

### Cá nhân
| Hát chính      | Tên bài hát | Ngày phát hành | Đơn vị phát hành | Ghi chú                                                                                                |
| -------------- | ----------- | -------------- | ---------------- | --- |
| Nhậm Khải Tình | Breath Away | 5/11/2022      |                  | Bài hát do Quách Vỹ Lượng và Trần Hoán Nhân sáng tác dành riêng cho Quán quân "Thanh mộng truyền kỳ 2" |

### Hợp xướng
| Hát chính                                                                | Tên bài hát                                          | Ngày phát hành | Đơn vị phát hành          | Ghi chú                                            |
| ------------------------------------------------------------------------ | ---------------------------------------------------- | -------------- | ------------------------- | -------------------------------------------------- |
| Tất cả học viên "Thanh mộng truyền kỳ 2"                                 | 我超越我/ Tôi vượt qua tôi                           | 11/6/2022      |                           | Nhạc chủ đề "Thanh mộng truyền kỳ 2"               |
| Tất cả học viên "Thanh mộng truyền kỳ" mùa 1, 2 (ngoại trừ Triệu Tử Nặc) | Hat Trick                                            | 24/9/2022      | TVB Music Group           | Bài hát cổ vũ cho top 5 "Thanh mộng truyền kỳ"     |
| XiX, Eric Kwok                                                           | 重口味 - Studio Version/ Mùi vị nặng - bản phòng thu | 3/10/2022      | Universal Music Hong Kong |                                                    |
| Tất cả học viên "Thanh mộng truyền kỳ 2"                                 | Stars of Joy                                         |                | TVB Music Group           | Bài hát tuyên truyền giáng sinh và năm mới của TVB |

## Concert
| Tên concert                         | Thời gian                 | Số sân | Địa điểm                           | Ghi chú |
| ----------------------------------- | ------------------------- | ------ | ---------------------------------- | --- |
| Thanh mộng truyền kỳ 2 "Prom Night" | Ngày 1/11/2022 lúc 20 giờ | 1      | Sân vận động Macpherson Vượng Giác | Concert tốt nghiệp của 23 học viên "Thanh mộng truyền kỳ 2" (Tiêu Trình Khiêm và Triệu Tụng Nghi vắng mặt vì lý do riêng), hoạt động cuối sân ngày 1/11 bị hoãn vì ảnh hưởng của bão Nalgae |

## Giải thưởng và đề cử
| Năm  | Giải thưởng      | Hạng mục                                 | Đơn vị                                 | Kết quả |
| ---- | ---------------- | ---------------------------------------- | -------------------------------------- | ------- |
| 2022 | Lễ trao giải TVB | Chương trình giải trí xuất sắc nhất      | "Thanh mộng truyền kỳ 2"               |         |
| 2022 | Lễ trao giải TVB | Bài hát truyền hình được yêu thích nhất  | "Tôi vượt qua tôi"                     |         |
| 2022 | Lễ trao giải TVB | Nam dẫn chuơng trình xuất sắc nhất       | Sâm Mỹ                                 |         |
| 2022 | Lễ trao giải TVB | Cộng tác truyền hình được yêu thích nhất | Sâm Mỹ, Quách Vỹ Lượng, Trần Hoán Nhân |         |